# Gerhard Helm
Gerhard Helm (* 30. Juni 1939) ist ein ehemaliger deutscher Fußballspieler. In der Debütrunde der Fußball-Bundesliga, 1963/64, absolvierte der Mittelfeldspieler beim Karlsruher SC zwei Bundesligaspiele.

## Karriere
Helm absolvierte in seiner Zeit beim Karlsruher SC drei Spiele, eins in der Oberliga Süd und zwei in der Bundesliga. 1964 verließ er den KSC und spielte fortan für den FC Phönix Bellheim in der zweitklassigen Fußball-Regionalliga Südwest.
Aufgefallen war dem KSC der Mittelfeldspieler Gerhard Helm in der Runde 1959/60 beim alten Rivalen Karlsruher FV in der 1. Amateurliga Nordbaden. Der 20-Jährige zeichnete sich beim Erreichen des 6. Tabellenranges mit 21 Ligaeinsätzen und fünf Toren aus. Er wechselte zur Runde 1960/61 in den Wildpark und verstärkte die Amateure des KSC. Am Rundenende glückte der Meisterschaftsgewinn und damit der Aufstieg in die 1. Amateurliga. In der Amateurmannschaft der Blau-Weißen vom Wildparkstadion bewährte sich Helm in den Runden 1961/62 bis 1962/63 in der 1. Amateurliga Nordbaden. Mit dem Aufsteiger erreichte er 1961/62 den 7. Rang und war dabei in 22 Ligaspielen zum Einsatz gekommen und hatte unter Spielertrainer Bernhard Termath zehn Tore an der Seite von Stürmer Alfons Wachter (15 Tore) erzielt. Er wurde zum ersten Jahr Bundesliga, 1963/64, in den Lizenzspielerkader übernommen. Trainer Kurt Sommerlatt setzte den Amateur erstmals am 10. Februar 1963 in der Vertragsspielerelf beim Auswärtsspiel in der damals erstklassigen Fußball-Oberliga Süd beim Auswärtsspiel gegen den VfB Stuttgart ein. Bei der 1:2-Niederlage vor 35.000 Zuschauern war der KSC in der Angriffsbesetzung mit Günter Herrmann, Heinz Ruppenstein, Jupp Marx, Helm und Horst Wild angetreten. Durch das Belegen des fünften Platzes am Rundenende wurde die Elf aus der „Fächerstadt“ zur Saison 1963/64 in die neu installierte Fußball-Bundesliga aufgenommen.
In der Rückrunde der ersten Bundesligasaison, am 7. und 14. März 1964, kam Helm zu zwei Bundesligaeinsätzen für das Team aus Nordbaden. Es waren die zwei Heimspiele gegen den 1. FC Kaiserslautern und den 1. FC Saarbrücken. Bei beiden Spielen bildete er als rechter Außenläufer zusammen mit Gustav Witlatschil und Jupp Marx im damals noch praktizierten WM-System die Läuferreihe der Gastgeber. Gegen Kaiserslautern gewann der KSC mit 5:1 Toren und gegen Saarbrücken gab es ein 2:2-Remis. Die Karlsruher belegten nach Beendigung der Runde den 13. Rang und Helm schloss sich zur Runde 1964/65 dem pfälzischen Regionalligisten Phönix Bellheim an.
Unter dem ehemaligen Oberliga-Süd-Akteur des VfB Mühlburg beziehungsweise Karlsruher SC, Lothar Bechtel als Trainer, debütierte Helm am ersten Rundenspieltag, den 9. August 1964, bei einem 1:1-Heimremis gegen den TuS Neuendorf bei Phönix in der Regionalliga Südwest. Er spielte auf Halbrechts neben Mittelstürmer Hugo Ulm und Mittelläufer Horst Hotz und erzielte in der 71. Minute den Ausgleichstreffer zum 1:1. Bellheim belegte am Saisonende den 10. Rang und Helm hatte alle 34 Rundenspiele absolviert und acht Tore erzielt. Zur Saison 1965/66 kamen vom KSC noch die Spieler Rolf Kahn und Dieter Klaußner nach Bellheim. Helm und Kollegen beendeten die Runde auf dem 12. Rang. Bemerkenswert waren die zwei jeweiligen 1:0-Heimerfolge gegen den SV Alsenborn (mit Lorenz Horr) und den 1. FC Saarbrücken (mit Walter Gawletta und Emil Poklitar) im September beziehungsweise November 1965. Mit dem Heimspiel am 7. Mai 1967 gegen den SV Röchling Völklingen (4:1) endete die Laufbahn von Gerhard Helm als Vertragsfußballspieler. Bellheim stieg auf dem 15. Tabellenplatz in das Amateurlager ab. Helm hat in drei Runden insgesamt 79 Spiele mit 16 Toren in der Regionalliga Südwest für Bellheim absolviert.
Helm schloss sich zur Runde 1968/69 dem Karlsruher FV in der 1. Amateurliga Nordbaden an. An der Seite von Gustav Witlatschil erzielte er in 22 Ligaeinsätzen sechs Tore. Bis 1972 schnürte er die Kickstiefel für den Altmeister und kam insgesamt von 1968 bis 1972 auf 78 Ligaspiele in der 1. Amateurliga Nordbaden mit 21 Toren.